# Elleanthus poiformis
Elleanthus poiformis är en orkidéart som beskrevs av Rudolf Schlechter. Elleanthus poiformis ingår i släktet Elleanthus och familjen orkidéer. Inga underarter finns listade i Catalogue of Life.